# 能代市立東雲中学校
能代市立東雲中学校（のしろしりつ しののめちゅうがっこう）は、秋田県能代市にある市立中学校。

## 沿革
- 1947年（昭和22年）5月1日 - 東雲中学校設立。校舎は向小学校に本校、竹生、朴瀬の各小学校に分校を設置。
- 1950年（昭和25年）2月23日 - 独立校舎落成、分校を本校に統合。
- 1951年（昭和26年）1月22日 - 独立校舎入校式挙行。
- 1953年（昭和28年）10月18日 - 校歌制定。
- 1958年（昭和33年）4月1日 - 鳥形・外荒巻・比八田を学区域に編入。
- 1968年（昭和43年）3月17日 - 校旗制定、掲揚塔完成。
- 1987年（昭和62年）4月21日 - 格技場（柔道場）再建。
- 1997年（平成9年）10月26日 - 創立50周年記念式典挙行。
- 2000年（平成12年）
  - 4月1日 - 新校舎完成。
  - 10月30日 - 新北部小中共同調理場完成。
  - 12月25日 - 新体育館完成。
- 2001年（平成13年）1月14日 - 新校舎竣工記念式典。
- 2003年（平成15年）3月 - グランド・野球場・ソフトボール場・テニスコート完成。
- 2006年（平成18年）3月20日 - コンピュータ室最新機種に更新。
- 2010年（平成22年）
  - 9月5日 - 現校舎竣工10周年記念講演会開催。
  - 10月24日- 現校舎竣工10周年記念教室棟廂支柱塗装作業実施。
- 2011年（平成23年）3月27日 - 現校舎竣工10周年記念桜植樹（新武道場周辺）。
- 2019年（平成31年）4月1日 - 常盤中学校を併合。

## 学区
- 向能代小学校の通学区域[2]

## 雪中綱引きと強歩大会
同校の冬の伝統行事として、「雪中綱引き」がある。極寒に耐え東雲原の森林を切り開いた郷土の先輩たちの「開拓魂」を受け継ごうという趣旨で昭和36年から始まっている。平成30年度までは1月中旬に実施していたが、インフルエンザの流行時期や県公立高校入試の前期選抜直前であることから令和元年度から12月中旬に前倒されて行われている。
男⼦は上半⾝裸、⼥⼦はTシャツで臨む生徒もいる。綱引き後は強歩大会が開かれ、生徒たちは同校正門を発着点に4.2kmのコースに臨む。

## 周辺
- 北部小中共同調理場 - 同一敷地内
- 秋田県道143号石川向能代線
- 特別養護老人ホームしののめ
- 向ヶ丘第一自治会集会所
- 向ヶ丘街区公園
- あきた白神農業協同組合のしろ北支店
- JR向能代駅

## 交通アクセス
- JR五能線向能代駅から徒歩5分。
- 向能代・落合地区巡回バス「しののめ号」「トドメキ」バス停下車後、徒歩5分。
  - 学校所在地の小字名はトトメキだが、「しののめ号」のバス停名はトドメキである。

## 著名出身者
- 熊谷慎也（バスケットボール選手）